# Törnströmska gymnasiet

Törnströmska gymnasiet ligger i örlogsstaden Karlskrona. Den har sitt namn efter bildhuggaren Johan Törnström (1743-1828).
Törnströmska gymnasiet har sju program: Bygg- och anläggningsprogrammet, El- och energiprogrammet, Estetiska programmet, Fordons- och transportprogrammet, Försäljnings- och serviceprogrammet, Sjöfartsprogrammet samt VVS- och fastighetsprogrammet.
Rektor för skolan är Erik Wigren.